# 毛足真寄居蟹
毛足真寄居蟹（学名：Dardanus lagopodes）为活額寄居蟹科真寄居蟹屬下的一个种。通常被称为有毛的红寄居蟹，是活額寄居蟹科中的一种海洋十足纲甲壳动物。毛足真寄居蟹广泛分布在印度洋-西太平洋区域的热带水域中，包括红海。其可长至10厘米（3.9英寸）的长度。